# Œ
Œ (minuscolo: œ) è un grafema composto dalle lettere o ed e.
Originariamente intesa come una legatura che rappresentava il dittongo latino, è stata promossa a lettera vera e propria in vari alfabeti. Ad esempio, è utilizzata dalla moderna lingua norrena, nonché dall'alfabeto fonetico internazionale per rappresentare la vocale anteriore semiaperta arrotondata e dalla lingua francese. In antico inglese il grafema "œ" veniva utilizzato per la traslitterazione della runa  (ᛟ) del fuþorc anglo-sassone (un antico alfabeto runico, predecessore dell'antico inglese).
È una lettera utilizzata anche in francese, sebbene non sia elencata nell'alfabeto, in cui è chiamata e dans l'o /ə dɑ̃ lo/, ossia "e nella o".
Nella fattispecie anche il trittongo “ oeu” in francese, talvolta veniva traslitterato in “e”, per esempio “soeur”/“ser”.

## In informatica
| Simbolo | Unicode | ISO-8859-15 | Entity alfanumerica | Entity numerica | Windows Alt code | Windows-1252 | Mac-Roman | LaTeX |
| ------- | ------- | ----------- | ------------------- | --------------- | ---------------- | ------------ | --------- | ----- |
| Œ       | U+0152  | 0xBC        | &OElig;             | &#338;          | Alt+0140         | 0x8C         | 0xCE      | \OE   |
| œ       | U+0153  | 0xBD        | &oelig;             | &#339;          | Alt+0156         | 0x9C         | 0xCF      | \oe   |